# Aleiodes oaxacensis
Aleiodes oaxacensis är en stekelart som beskrevs av Fortier 2006. Aleiodes oaxacensis ingår i släktet Aleiodes och familjen bracksteklar. Inga underarter finns listade i Catalogue of Life.